# Yaginumaella pilosa
Yaginumaella pilosa is een spinnensoort uit de familie springspinnen (Salticidae). De soort komt voor in Bhutan.